# Raionul Iampol, Vinița

Harta Basarabiei. 1918

Iampol sau Iampil (în ucraineană Ямпільський район, transliterat: Iampilskîi raion) este un raion în regiunea Vinița, Ucraina. Reședința sa este orașul Iampol.

## Demografie
Componența lingvistică a raionului Iampol
     Ucraineană (97,56%)
     Rusă (1,69%)
     Alte limbi (0,65%)
Conform recensământului din 2001, majoritatea populației raionului Iampol era vorbitoare de ucraineană (97,56%), existând în minoritate și vorbitori de rusă (1,69%).